# Picenum

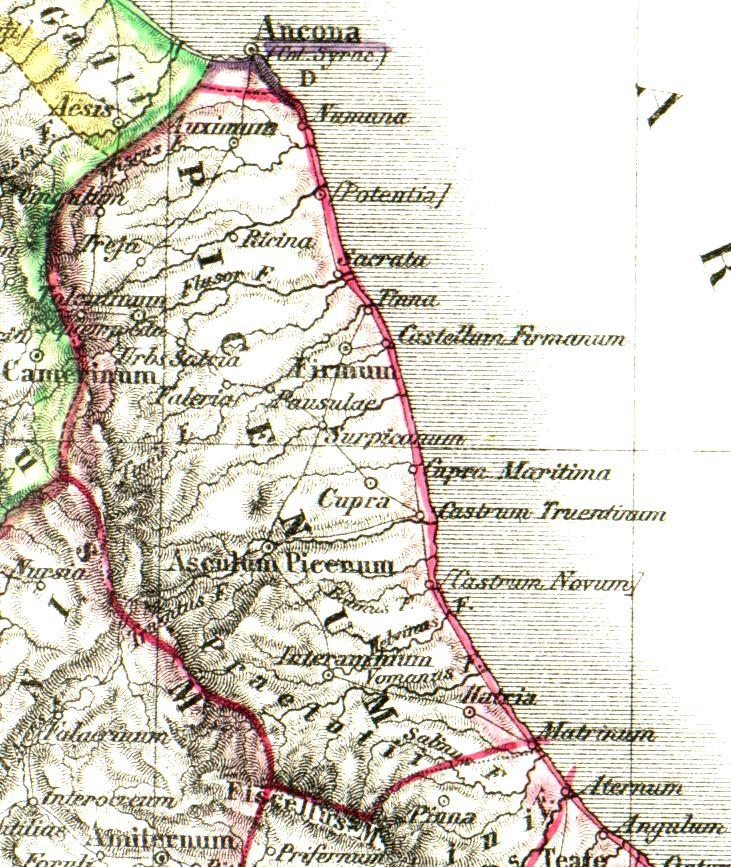
Regio V - Picenum

Picenum was een landelijke regio in het oude Italië waaruit verscheidene beroemde Romeinen zijn voortgekomen of waarmee zij familiale banden hadden.
De regio dankt haar naam aan haar vroegste bewoners de Piceni die in de derde eeuw v.Chr. door de Romeinen onderworpen werden. Ze is gelegen tussen de Adriatische Zee en de Apennijnen. In voor-Romeinse tijden sprak men er het Noord-Piceens, een niet gecategoriseerde, niet-Italische taal, en het Zuid-Piceens, een Italische taal. Gaius Terentius Varro was van 208 v.Chr. tot 207 v.Chr. proconsul in deze regio. Door de princeps Augustus werd ze aangeduid als een van de regio's in Italia.
Beroemde Romeinen die banden hebben met Picenum zijn:
- Gaius Marius (afkomstig uit een familie van Picenum)
- Gnaius Pompeius Strabo
- Gnaius Pompeius Magnus maior

Bekende steden in de regio zijn:
- Ancona
- Ascolum Picenum, het huidige Ascoli Piceno
- Firmum Picenum, het huidige Fermo